# Plavneve, Rozdilna
Plavneve (în ucraineană Плавневе) este un sat în comuna Stepanivka din raionul Rozdilna, regiunea Odesa, Ucraina.

## Demografie
Componența lingvistică a localității Plavneve
     Ucraineană (53,06%)
     Rusă (44,9%)
     Bulgară (2,04%)
Conform recensământului din 2001, majoritatea populației localității Plavneve era vorbitoare de ucraineană (53,06%), existând în minoritate și vorbitori de rusă (44,9%) și bulgară (2,04%).